# Aeroportul Eastmain River
Aeroportul Eastmain River (IATA: ZEM, ICAO: CZEM) este un aeroport din Eastmain⁠(d), Eeyou Istchee⁠(d), Nord-du-Québec⁠(d), Provincia Québec, Canada.
Situat la o altitudine de 7 m, aeroportul dispune de o singură pistă. Este operat de Transport Canada⁠(d).